# 嘉年華自由號
嘉年華自由號（Carnival Freedom）是一艘由嘉年华邮轮公司运营的康卡斯级邮轮。它是該公司船队中的第22艘运营的郵輪，也是康卡斯级邮轮中的最后一艘郵輪。这艘郵輪由芬坎蒂尼集團的馬格拉船厂負責建造，于2006年4月28日在意大利威尼斯下水，于2007年2月28日交付给嘉年华。

## 外部鏈接
- Official website （页面存档备份，存于）